# David Otto
David Otto, né le 3 mars 1999 à Pforzheim en Allemagne, est un footballeur allemand qui évolue au poste d'attaquant au SV Sandhausen.

## Biographie

### TSG Hoffenheim
Né à Pforzheim en Allemagne, David Otto est formé par le TSG Hoffenheim. Avec les U18 du club il termine meilleur buteur de la ligue (ex aequo avec Manuel Wintzheimer), avec 26 buts lors de la saison 2017-2018.

### FC Heidenheim
Le 20 mai 2019, il est prêté une saison au FC Heidenheim. Il joue son premier match dès la première journée de la saison 219-2020 de deuxième division allemande, le 27 juillet 2019, face au VfL Osnabrück. Il entre en jeu en cours de partie ce jour-là, et se distingue en marquant également son premier but, participant ainsi à la victoire de son équipe (1-3).
Le 5 août 2020, après avoir prolongé avec son club formateur, Hoffenheim, jusqu'en juin 2023, il est à nouveau prêté pour une saison au FC Heidenheim.

### Jahn Ratisbonne
En manque de temps de jeu avec le FC Heidenheim où il était prêté pour une saison, David Otto demande à mettre un terme à son prêt. Hoffenheim le prête alors au Jahn Ratisbonne le 20 janvier 2021, pour qu'il puisse poursuivre sa progression.

### FC St. Pauli
Le 30 juin 2022, David Otto quitte définitivement le TSG Hoffenheim pour s'engager en faveur du FC St. Pauli.

### En équipe nationale
Avec les moins de 18 ans, il inscrit un but lors d'un match amical contre la Serbie, en décembre 2016.
Avec les moins de 20 ans, il est l'auteur de trois buts. Il marque un but contre la Pologne en mars 2019, puis inscrit un doublé contre la Tchéquie en septembre 2019.